# 浄法寺高勝
浄法寺 高勝（じょうほうじ たかかつ、寛文元年（1661年）- 享保15年6月14日（1730年7月17日））は、黒羽藩の城代家老で俳人。松尾芭蕉の門下で俳号を桃雪と号し、秋鴉とも号する。晩年致仕して随如軒と号す。鹿子畑高明（左内）の長男。通称は図書。弟に同じ門下の俳人の鹿子畑豊明（善太夫、翠桃と号する）、妹に津田源光（修験光明寺権大僧都）の妻がいる。
母の兄黒羽藩城代家老浄法寺高政に家督を譲られ、浄法寺家の家督を次ぎ城代家老（500石）となる。
元禄2年（1689年）4月4日、松尾芭蕉と曾良を自邸に招く。弟の豊明とともに歓待し、芭蕉は豊明邸を含め足かけ14日間逗留しており、これは奥の細道の中で最も長い滞在である。奥の細道に「浄法寺何がしは、那須の郡黒羽のみたちをものし預り侍りて、其私の住ける方もつきづきしういやしからず。 地は山の頂にささへて、亭は東南のむかひて立り。奇峰乱山かたちをあらそひ、一髪寸碧絵にかきたるようになん。水の音、鳥の声、松杉のみどりも　こまやかに、美景たくみを尽す。造化の功のおほひなる事、またたのしからずや」とあり、「山も庭もうこき入るや夏座敷」と詠んでいる。
享保15年、72歳で没する。法名は、随如軒寛心大裕居士（明治25年、徴明殿随如軒寛心大裕大居士と追号される）。